# إدموند سوتون
إدموند سوتون (12 أكتوبر 1844 - 7 أكتوبر 1903) (بالإنجليزية: Edmund Sutton)‏ هو لاعب كريكت بريطاني.